# Mary Boleyn
Pour les articles homonymes, voir Boleyn.
Mary Boleyn (vers 1499 – 19 juillet 1543) est un membre de la famille aristocratique Boleyn, qui a joui d'une influence considérable à la cour d'Angleterre lors de la première partie du XVIe siècle.
Mary est l'une des maîtresses du roi Henri VIII, après avoir été peut-être celle de son rival le roi de France François Ier. Mariée à deux reprises, elle est la sœur aînée, de la reine Anne Boleyn et de George Boleyn.

## Biographie

### Jeunesse
Fille du diplomate Sir Thomas Boleyn, premier comte du Wiltshire et de son épouse Elizabeth Howard, comtesse de Wiltshire, Mary est probablement née au château d'Hever dans le Kent. Il ne reste aucune preuve de la date exacte de sa naissance, définitivement située entre 1499 et 1508. La plupart des historiens situent sa naissance en 1499 et affirment que Mary était l'aînée. La génération suivante de Boleyn croit qu'elle est l'aînée ; en 1597, son petit-fils, Lord Hundson, réclame le titre de duc d'Ormonde, estimant être l'héritier légitime des Boleyn. Selon les règles très strictes de l'héritage aristocratique, si Anne avait été l'aînée, le titre serait passé à sa fille, la reine Élisabeth Ire puisque le titre se transmet en ligne directe à la femme en l'absence d'homme.
On pensait que Mary a commencé son éducation à l'étranger en servant de compagne à Marguerite d'Autriche, mais il est maintenant clair qu'il s'agissait de sa sœur Anne. Mary passe la majeure partie de son enfance en Angleterre. C'est seulement en 1514, qu'à l'âge d'environ 15 ans, elle est envoyée à l'étranger. Son père lui trouve un poste de dame d'honneur auprès de la princesse Marie Tudor, qui déménage à Paris pour épouser le roi Louis XII. Après quelques semaines à Paris, plusieurs servantes de la reine sont priées de quitter le pays, mais Mary reste, probablement grâce à son père, nouvellement nommé ambassadeur. Lorsque Mary d'Angleterre quitte la France à la suite du décès de son mari le 1er janvier 1515, Mary Boleyn reste à la cour de François Ier.

### Maîtresse royale en France
Mary est rejointe à Paris par son père et sa sœur Anne, qui étudie aux Pays-Bas lors de l'année précédente. Lors de son séjour comme dame d'honneur en France, Mary devient probablement la maîtresse de François Ier de France, qui la décrit plus tard dans sa vie comme « une grande putain, la plus infâme (ou tristement célèbre) de toutes ». Après sa relation avec le roi, elle a probablement eu plusieurs aventures qui provoquent son renvoi de la cour et son retour en Angleterre. Certains historiens ont mis en doute la question de la liberté de mœurs de Mary, disant qu'elle avait grandement été exagérée, mais il est généralement admis qu'elle est partiellement vraie.
Mortifiée par son comportement, sa famille est soulagée lorsqu'elle peut renvoyer Mary en Angleterre en 1519. Elle prend le rôle de dame de compagnie auprès de la reine d'Angleterre Catherine d'Aragon durant les dix dernières années du mariage de celle-ci à Henri VIII.

### Maîtresse royale en Angleterre

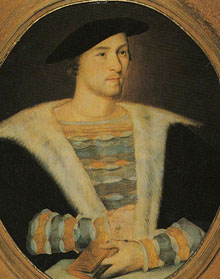
Portrait de William Carey, vers 1528.

Un an après son retour en Angleterre, Mary est mariée à William Carey le 4 février 1520, un riche courtisan favorisé par le roi, qui est un invité au mariage. Peu de temps après, la liaison royale commence. Celle-ci reste obscure et sa durée exacte est inconnue. De plus, l'affaire n'a jamais été rendue publique et Mary n'a jamais joui ni de la popularité, ni du pouvoir, ni de la richesse d'une telle position. Par la suite, certains soupçonnant que l'un ou les deux enfants de Mary soient du roi lui-même.
Selon John Hales, vicaire d'Isleworth, qui a rencontré « le jeune maître Carey » âgé de dix ans, le fils de Mary a des ressemblances avec Henry VIII. Certains moines pensent que c'est l'enfant bâtard du roi. Il n'existe aucune preuve contemporaine qu'Henry Carey est l'enfant biologique du roi et une lecture attentive des Lettres et Papiers relate la naissance de l'enfant en mars 1526, date à laquelle la liaison semble avoir pris fin.
La première femme d'Henry VIII, Catherine d'Aragon a été l'épouse d'Arthur Tudor, frère aîné d'Henry VIII, mort avant leur père. Ce dernier (ou Thomas Cranmer) aurait d'ailleurs utilisé cette relation par la suite dans la demande d'annulation de son mariage, se fondant sur le fait que le mariage avec Arthur avait créé un « lien d'affinité » entre Henry et Catherine. Puisque Mary Boleyn a été la maîtresse (et non la femme) d'Henry, la même affinité aurait également existé entre Henry et Anne Boleyn, la sœur de Mary. Selon le droit canon, un mariage avec la sœur d'une ancienne maîtresse aurait été illégal.

### Montée au pouvoir d'Anne
La sœur de Mary, Anne Boleyn retourne en Angleterre en 1522 et se construit une belle popularité à la cour. Les deux sœurs ne sont pas particulièrement proches et Anne fréquente des cercles sociaux différents.
Bien que Mary soit plus attirante que sa sœur selon les canons de beauté de l'époque, Anne est plus ambitieuse et refuse ainsi les avances du roi de peur de perdre l'intérêt qu'il lui porte. Le stratagème fonctionne, car au milieu de 1527, le roi est déterminé à l'épouser et hâte son divorce avec Catherine d'Aragon.
Un an plus tard, lors d'une épidémie de suette, l'époux de Mary décède ; Mary confie la garde de son fils, Henry Carey, à sa sœur Anne. Il est en effet de coutume dans l'aristocratie anglaise de placer les enfants aux bons soins des membres plus aisés de la famille, ce qui est plus que nécessaire dans le cas de Mary, car le décès de son époux la laisse couverte de dettes, et son père ne montre aucune intention de l'aider. Anne prend des dispositions pour que l'enfant soit éduqué dans un monastère renommé et intercède en faveur de Mary pour lui assurer une pension annuelle de cent livres. Celle-ci est arrêtée et ré-assignée selon le bon vouloir d'Anne.

### Second mariage
Lors de la visite d'Anne et d'Henri VIII à Calais en 1532, Mary est l'une de dames de compagnie. Anne est couronnée reine le 1er juin 1533 ; à l'automne, Anne donne naissance à son premier enfant, une fille, la future Élisabeth Ire d'Angleterre. En 1534, alors que ses parents avaient d'influents prétendants à lui présenter, Mary épouse secrètement William Stafford, second fils de Humphrey Stafford, un hobereau du Hertfordshire, et de Margaret Fogge. Lorsque Mary tombe enceinte et l'union découverte, sa famille la désavoue et le couple est banni de la Cour par la reine Anne.
La situation financière du couple se détériore tellement que Mary est contrainte de demander au conseiller du roi, Thomas Cromwell d'intercéder en leur faveur ; cependant le roi est insensible à sa demande. Mary demande alors à Cromwell de parler à son père, son oncle, son frère, mais tous ses appels demeurent sans réponse. À la surprise générale, c'est Anne qui répond. Elle envoie à Mary une magnifique coupe d'or ainsi qu'un peu d'argent, mais elle continue de lui dénier l'accès à la cour. Les deux sœurs n'auront   jamais été plus proches que lors de cette réconciliation partielle, car elles ne se rencontreront plus entre 1534 et la mort d'Anne en 1536.
Entre 1534 et l'exécution de sa sœur le 19 mai 1536, la vie de Mary est difficile à retracer. Elle ne rend visite ni à sa mère, ni à sa sœur Anne, même lorsque cette dernière est emprisonnée à la Tour de Londres, pas plus qu'à son frère George condamné pour trahison. Il n'existe par ailleurs aucune preuve qu'elle leur a écrit. Elle a probablement cru, à l'instar de son oncle Thomas Howard, 3e duc de Norfolk, qu'il était sage d'éviter toute association avec les membres de sa famille en disgrâce.
Mary et son mari demeurent isolés et restent sur leurs terres à Rochford dans le comté d'Essex. À la suite de l'exécution d'Anne, leur mère se retire de la cour royale et meurt en réclusion un an plus tard. Thomas décède l'année suivante. Après la mort de ses parents, Mary hérite de plusieurs propriétés dans l'Essex. Il semble qu'elle vit le reste de sa vie dans l'anonymat et un confort relatif avec son second époux. Elle est morte dans la quarantaine le 19 juillet 1543.

## Mariages et descendance
De son mariage avec William Carey (22 juin 1520 – 1529) naissent deux enfants :
- Catherine Carey (vers 1524 – 15 janvier 1569), dame d'honneur d'Anne de Clèves et de Catherine Howard ; elle est mariée au puritain Francis Knollys, chevalier de la jarretière ; elle est ensuite dame de compagnie de sa cousine Élisabeth Ire ; une de ses filles, Lettice Knollys, devient la deuxième épouse de Robert Dudley 1er comte de Leicester, le favori d'Élisabeth ;
- Henry Carey (4 mars 1526 – 23 juillet 1596), est anobli par la reine Élisabeth Ire, juste après son couronnement et est ensuite nommé chevalier de la Jarretière ; sur son lit de mort, Henry se voit offrir le titre de la famille Boleyn, comte d'Ormonde, qu'il convoitait depuis longtemps, mais il refuse l'honneur.

De son mariage avec William Stafford († 5 mai 1556) naissent également deux enfants :
- Anne Stafford (1534 – ?) probablement appelée ainsi en l'honneur de la reine Anne ;
- Edward Stafford (1535 – 1545).

Mary Boleyn est une ancêtre lointaine de plusieurs personnalités de l'histoire récente, dont Winston Churchill, Pelham Grenville Wodehouse,, Elizabeth Bowes-Lyon, Diana, princesse de Galles, Sarah, duchesse d'York et la reine Élisabeth II et ses enfants et petits-enfants, ainsi que de Kate Middleton. On compte également parmi ses descendants le philosophe et logicien Bertrand Russell, Antoine Compagnon, de l'Académie Française, etc.

## Dans la fiction

### Littérature
- (en) The Secret Diary of Anne Boleyn par Robin Maxwell
- (en) I, Elizabeth par Rosalind Miles
- (en) The Rose of Hever par Maureen Peter
- (en) The Lady in the Tower par Jean Plaidy
- (en) Mistress Anne par Norah Lofts
- (en) Anne Boleyn par Evelyn Anthony
- (en) Dear Heart, How Like You This? par Wendy J. Dunn
- (en) Young Royals: Doomed Queen Anne par Carolyn Meyer
- (en) Court Cadenza (plus tard réédité sous le titre The Tudor Sisters) par l'auteur britannique Aileen Armitage
- (en) The Last Boleyn par Karen Harper
- (en) The Other Boleyn Girl par Philippa Gregory[19]

### Cinéma
- Mary Boleyn apparait dans le film de 1969 Anne des mille jours, où elle est représentée enceinte, rejetée et amère. Elle était incarnée dans ce film par Valerie Gearon, aux côtés notamment de Geneviève Bujold en tant qu'Anne Boleyn, Richard Burton en tant que roi Henry VIII, ainsi que de Michael Hordern comme Thomas Boleyn.
- Mary et sa sœur Anne sont également les personnages principaux de Deux Sœurs pour un roi, adaptation cinématographique de The Other Boleyn Girl (2008), dans lequel Mary est interprétée par Scarlett Johansson, Anne par Natalie Portman, Georges par Jim Sturgess, Elizabeth Howard par Kristin Scott Thomas, Sir Thomas Boleyn par Mark Rylance et, enfin, Henry VIII par Eric Bana.

### Séries télévisées
- Avant l'adaptation au cinéma en 2008, The Other Boleyn Girl a été adapté pour la télévision par la BBC en janvier 2003. Il mettait en vedette Natascha McElhone en tant que Mary, Jodhi May en tant qu'Anne, Jared Harris en tant qu'Henry VIII et Steven Mackintosh en tant que George Boleyn.
- Perdita Weeks joue le rôle de Mary dans la série télévisée Les Tudors.
- Charity Wakefield joue Mary dans la mini-série Dans l'ombre des Tudors.

### Sources
- (en) Eric Ives, The Life and Death of Anne Boleyn, 2004
- (en) Joanna Denny, Anne Boleyn : A new life of England's Tragic Queen, 2004
- (en) Karen Lindsey, Divorced Beheaded Survived : A Feminist Reinterpretation of the Wives of Henry VIII, 1995
- (en) Antonia Fraser, The Wives of Henry VIII, 1992
- (en) [[Alison Weir|Alison Weir]], The Six Wives of Henry VIII, 1991
- (en) Marie-Louise Bruce, Anne Boleyn, 1972